# Себастіан Старке Гедлунд
Себастіан Старке Гедлунд (швед. Sebastian Starke Hedlund, нар. 5 квітня 1995, Стокгольм) — шведський футболіст, захисник клубу «Валюр».
Виступав, зокрема, за клуби «Шальке 04 II» та ГАІС.

## Клубна кар'єра
Вихованець юнацьких команд футбольних клубів «Броммапойкарна» та «Шальке 04».
У дорослому футболі дебютував 2014 року виступами за команду клубу «Шальке 04 II», в якій провів один сезон, взявши участь лише у 8 матчах чемпіонату. 
Протягом 2015 року захищав кольори команди клубу ГАІС.
Своєю грою за останню команду привернув увагу представників тренерського штабу клубу «Кальмар», до складу якого приєднався 2016 року. Відіграв за команду з Кальмара наступний сезон своєї ігрової кар'єри.
До складу клубу «Варбергс БоІС» приєднався 2017 року на правах оренди. Відтоді встиг відіграти за команду з Варберга 5 матчів в національному чемпіонаті.
У 2018 році також на правах оренди виступав за норвезький «Мйондален». У тому ж році підписав угоду з ісландським «Валюром», де наразі і продовжує грати.

## Виступи за збірні
2010 року дебютував у складі юнацької збірної Швеції, взяв участь у 27 іграх на юнацькому рівні, відзначившись одним забитим голом.
Протягом 2014–2016 років залучався до складу молодіжної збірної Швеції. На молодіжному рівні зіграв у 8 офіційних матчах.
2016 року захищав кольори олімпійської збірної Швеції. У складі збірної — учасник футбольного турніру на Олімпійських іграх 2016 року у Ріо-де-Жанейро.

## Титули і досягнення
- Чемпіон Ісландії (2):

Валюр: 2018, 2020